# Сврлиг (община)
Сврлиг (серб. Сврљиг) — община в Сербии, входит в Нишавский округ.
Население общины составляет 15 935 человек (2007 год), плотность населения составляет 32 чел./км². Занимаемая площадь — 497 км², из них 64,6 % используется в промышленных целях.
Административный центр общины — город Сврлиг. Община Сврлиг состоит из 39 населённых пунктов, средняя площадь населённого пункта — 12,7 км².

## Статистика населения общины
| Год  | Население, чел. |
| ---- | --------------- |
| 1991 | 20 398          |
| 2001 | 17 503          |
| 2002 | 17 248          |
| 2003 | 17 022          |
| 2004 | 16 779          |
| 2005 | 16 525          |
| 2006 | 16 240          |
| 2007 | 15 935          |